# Uurajärvi (sjö i Pälkäne, Birkaland)
Uurajärvi är en sjö i kommunerna Pälkäne och Padasjoki i landskapen Birkaland och Päijänne-Tavastland i Finland. Sjön ligger 114 meter över havet. Arean är 1,97 kvadratkilometer och strandlinjen är 10,9 kilometer lång. Sjön  ingår i Kumo älvs huvudavrinningsområde.   Den ligger omkring 58 km öster om Tammerfors, omkring 63 km nordväst om Lahtis och omkring 140 km norr om Helsingfors. 
I sjön finns öarna Palannesaari, Isosaari och Arvelansaari. 